# 鴨川グランドホテル
株式会社鴨川グランドホテル（かもがわぐらんどほてる、英: THE KAMOGAWA GRAND HOTEL, LTD.）は、千葉県鴨川市に本社を置くホテル経営・飲食店経営・リゾートホテル会員権の発売を手がける企業である。

## 概要

### ホテル事業
鴨川市・下関市・足柄下郡箱根町に直営のリゾートホテルがあり、東京都特別区内でビジネスホテルを展開する。その他リゾート物件を提携などの形式で数件持っており、それらの利用を対象としたリゾート会員権の販売も行っている。
本店の「鴨川グランドホテル」では、鮑を踊り食い（メニューには踊り焼きと表記）として提供する事を元祖としている。

### レストラン事業
鴨川レストラングループ/Kamogawa Diningとして日本料理店「鴨川」をヒルトン東京内で運営している。かつては鴨川・洋食料理店・タイ料理専門店を銀座地区で複数運営していたが2007年までに閉店した。さらに過去には海外チェーン展開をしていたが撤退している。

## 沿革
- 宝暦年間 「吉田屋旅館」として開業
- 1952年（昭和27年）有限会社吉田屋旅館を設立
- 1963年（昭和38年）株式会社吉田屋に組織変更
- 1965年（昭和40年）吉田屋旅館を閉鎖売却。「鴨川グランドホテル」を新設して株式会社鴨川グランドホテルに商号変更
- 1973年（昭和48年） 第28回全国体育大会行幸の際に昭和天皇が宿泊[3]
- 1977年（昭和52年）「ホテル西長門リゾート」を開業
- 1984年（昭和59年） 昭和天皇の千葉県行幸の際に宿泊[4]。
- 1988年（昭和63年）本社を東京・京橋に移転
- 1992年（平成4年）「鴨川グランドタワー」開業
- 1993年（平成5年）「勝浦ヒルトップホテル&レジデンス」の運営を受託
- 1994年（平成6年）「ミスティイン仙石原」を開業
- 1996年（平成8年）ビジネスホテル部門へ進出
- 2011年（平成23年）本社を東京都墨田区江東橋から千葉県鴨川市広場に移転
- 2022年 （令和4年） 3月11日にJASDAQ上場廃止[5]。3月15日に株式併合によりNSSK-V（日本産業推進機構）の完全子会社となる[6]。一連の変更は自社買収 (MBO) を目的とする株式公開買い付け (TOB)[7]による。

## 主な運営ホテル

### リゾートホテル

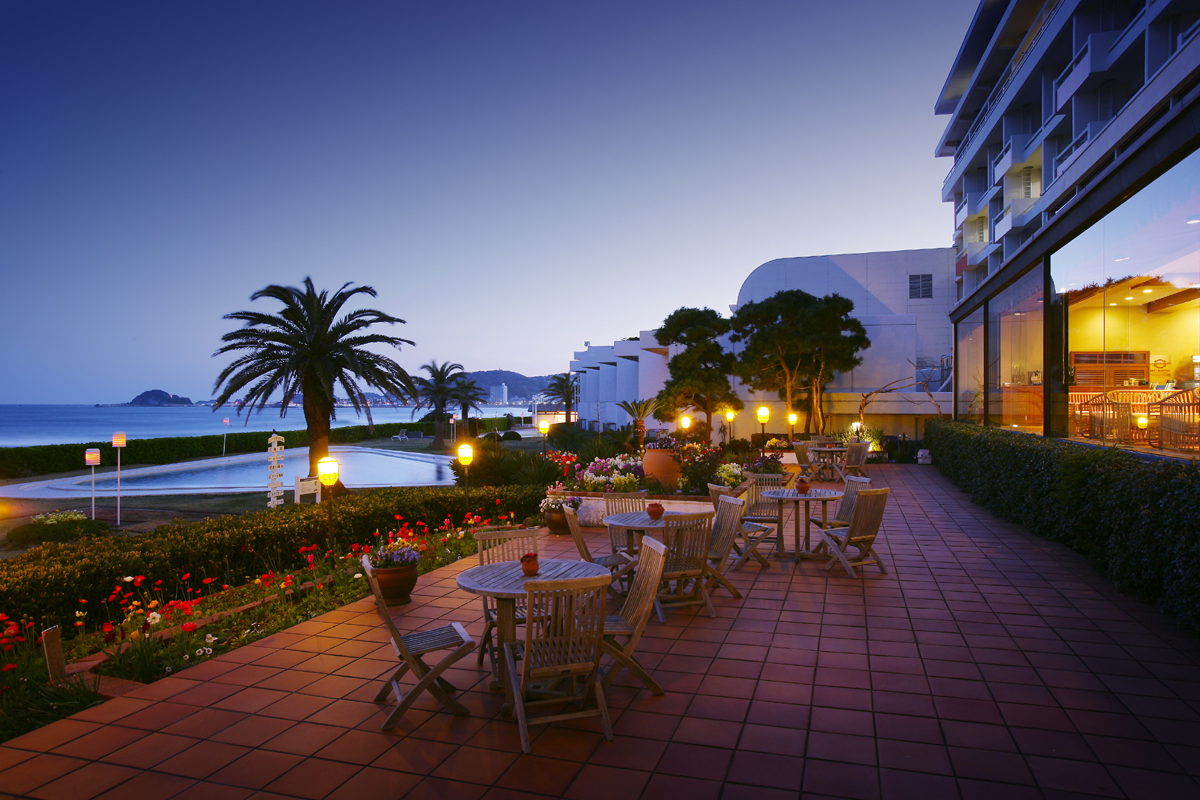
鴨川グランドホテルのテラス・プール

- 鴨川グランドホテル（千葉県鴨川市）
国道128号沿いに立地する本店。2006年から2007年にかけて施設をリニューアルしたことで収益が改善した。
- 鴨川グランドタワー（千葉県鴨川市）
1992年に竣工した、コンドミニアムとスイートルームで構成される、南房総では最高層の33階建てホテル。リゾート会員権の売出しによって建設されたリゾートホテルであり、ビジターの宿泊・飲食利用も可能。
- ホテル西長門リゾート（山口県下関市）
- ミスティイン仙石原（神奈川県足柄下郡箱根町）
- 勝浦ヒルトップホテル&レジテンス（千葉県勝浦市）
1993年竣工のリゾートマンションの一部区画をホテルとして受託運営している。

### ビジネスホテル
株式会社ホスピタリティオペレーションズが運営するスマイルホテルのフランチャイズに加盟
- スマイルホテル巣鴨（旧 鴨川イン巣鴨）
- スマイルホテル日本橋三越前（旧 鴨川イン日本橋）